# Superior Dome
Le Superior Dome, ouvert le 14 septembre 1991 à Marquette, dans le Michigan, aux États-Unis, est le plus grand dôme en bois du monde, édifié en forme de géode[réf. nécessaire].
Il est situé sur le campus de la Northern Michigan University, où il sert de salle à usages multiples. Localement, il est surnommé « Yooper Dome ».
Son diamètre est de 163,4 m et sa superficie est de 21 000 m2 pour une capacité de 8 000 places assises. Sa construction a coûté 23,9 millions de dollars.

## Historique

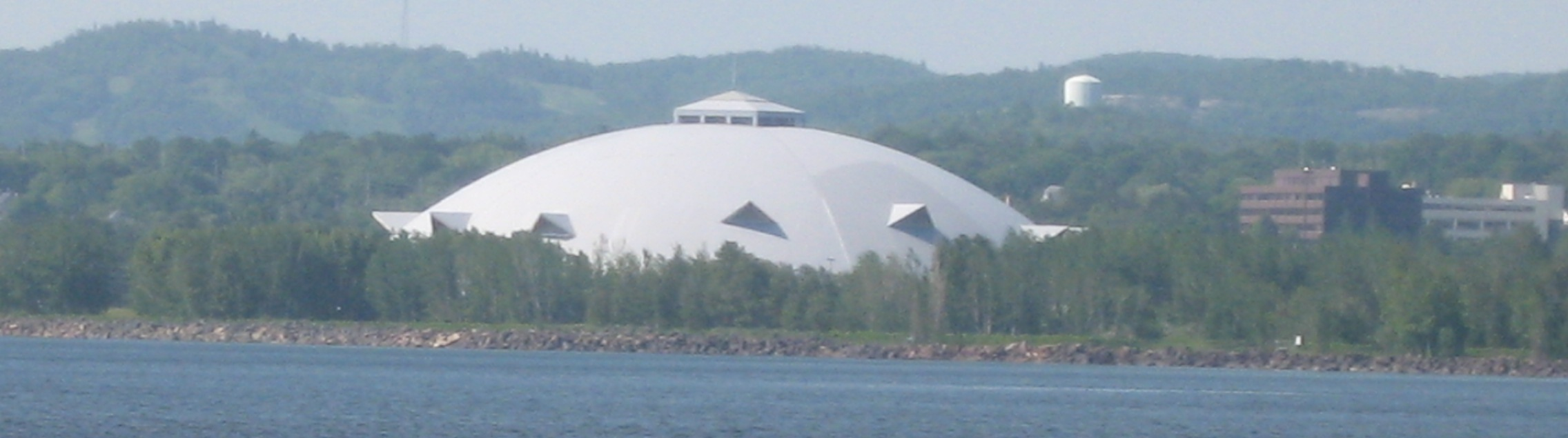
Le Superior Dome vu depuis le lac Supérieur